# Distretto di Hüyük
Il distretto di Hüyük (in turco Hüyük ilçesi) è uno dei distretti della provincia di Konya, in Turchia.